# Zaninettiinae
Zaninettiinae es una subfamilia de foraminíferos bentónicos de la familia Remaneicidae, de la superfamilia Trochamminoidea, del suborden Trochamminina, y del orden Trochamminida. Su rango cronoestratigráfico abarca el Holoceno.

## Discusión
Clasificaciones previas incluían Zaninettiinae en el suborden Textulariina del Orden Textulariida. Otras clasificaciones lo han incluido en el orden Lituolida.

## Clasificación
Zaninettiinae incluye a los siguientes géneros:
- Abyssotherma
- Zaninettia